# کیم جی وو
کیم جی وو (کره‌ای: 김지우؛ زادهٔ کیم جونگ اون در ۲۲ نوامبر ۱۹۸۳) بازیگر اهل کره جنوبی است. وی از سال ۲۰۰۱ میلادی تاکنون مشغول فعالیت بوده‌است.